# Antler River
Antler River är ett vattendrag i Kanada.   Det ligger i provinserna Saskatchewan och Manitoba.
Trakten runt Antler River består till största delen av jordbruksmark. Trakten runt Antler River är nära nog obefolkad, med mindre än två invånare per kvadratkilometer.